# تيم بيري
تيم بيري (بالإنجليزية: Tim Perry)‏ مواليد 4 يونيو 1965 في نيوجيرسي، هو لاعب كرة سلة أمريكي سابق. بدأ مسيرته الاحترافية في سنة 1988. تم اختياره من قبل فريق فينيكس صنز خلال الدرافت. يبلغ طوله 6 قدم 9 بوصة (2.1 م). اعتزل اللعب في 2001. أحرز خلال مسيرته في الإن بي إيه 3283 نقطة بمعدل 6.8 نقاط في المباراة الواحدة.

## المسيرة الاحترافية
لعب مع فينيكس صنز من سنة 1988 إلى 1992، ثم لعب مع فيلادلفيا سفنتي سيكسرز من سنة 1992 إلى 1996، ثم لعب مع بروكلين نتس في موسم 1995–1996، ثم لعب مع أورينسي في الدوري الإسباني في موسم 1996–1997، ثم لعب مع فالنسيا باسكت في موسم 1997–1998، ثم لعب مع ليون في الدوري الإسباني في موسم 1998–1999، ثم لعب مع باسكت مانريسا في موسم 1999–2000، ثم لعب مع قصرش في الدوري الإسباني في موسم 2000–2001.

## روابط خارجية
- تيم بيري على موقع إن بي أي (الإنجليزية)
- تيم بيري على موقع سبورتس رفرنس (الإنجليزية)
- تيم بيري على موقع الدوري الإسباني لكرة السلة (الإسبانية)
- تيم بيري على موقع كرة السلة الأوروبية.كوم (الإنجليزية)
- تيم بيري على موقع كلية كرة السلة في سبورتس رفرنس.كوم (الإنجليزية)
- تيم بيري على موقع ريلجم (الإنجليزية)
- تيم بيري على موقع بروبوليرز (الإنجليزية)
- تيم بيري على موقع سبورتس رفرنس (الإنجليزية)